# Leptoglossus gonagra
Leptoglossus gonagra är en insektsart som först beskrevs av Johan Christian Fabricius 1775.
Leptoglossus gonagra ingår i släktet Leptoglossus och familjen bredkantskinnbaggar. Inga underarter finns listade i Catalogue of Life.